# Наталуха Дмитро Андрійович
Дмитро Андрійович Наталуха (нар. 15 вересня 1987, Москва) — український політичний та громадський діяч, Народний депутат України IX скликання, юрист, правозахисник, голова комітету з питань економічного розвитку у Верховній Раді України IX скликання.
Член депутатської фракції політичної партії «Слуга народу». Заступник члена Постійної делегації у Парламентській асамблеї Ради Європи. Співголова групи з міжпарламентських зв'язків з Сполученим Королівством Великої Британії та Північної Ірландії.

## Життєпис
З 2019 — народний депутат IX скликання, голова комітету з питань економічного розвитку.
2017—2019 — Працював у «Lead/Augury», що займається стратегічними і кризовими комунікаціями, відносинами з органами державної влади, брендингом, політичними консультаціями.
2015—2017 — Комінтернівська районна державна адміністрація Одеської області Комінтернівське, Одеська обл. (державна служба).
2014—2015 — «HIAS» / «Право на Захист» (виконавчий партнер Управління Верховного комісара ООН у справах біженців), Київ, Україна. (Адвокація, внутрішньо переміщені особи, права людини, лобіювання Закону України «Про забезпечення прав і свобод внутрішньо переміщених осіб», а також висвітлення проблем ВПО в Україні).
2014 р. — «Project for Democratic Union» (Асоційований дослідник) Лондон, Англія. (Міжнародна політика, державна стратегія, проблеми євроінтеграції).
2011—2013 р. — «Baker & McKenzie CIS Limited» Київ, Україна. (Банківське і фінансове право, міжнародні інвестиції).
2010—2011 р. — юридична фірма «Ілляшев та Партнери», Київ, Україна. (Міжнародні інвестиції, банківське і фінансове право, судова практика).
2007—2009 р. — «Spenser & Kauffmann» Attorneys at law" Київ, Україна. (Нерухомість і земельне право, міжнародні інвестиції) [Архівовано 30 вересня 2020 у Wayback Machine.].

## Громадська діяльність
- Засновник Українського інституту брендингу територій
- Координував ініціативу «Професійний Уряд» (об'єднує близько 2000 українців — випускників іноземних ВНЗ);
- Керівник Товариства Українців Кембриджського Університету (CUUS), яке об'єднує українських студентів Кембриджського університету;
- Керівник Клубу випускників ІМВ ‘Ardea Alba’, який об'єднує випускників ІМВ на локальному і міжнародному рівнях [Архівовано 30 вересня 2020 у Wayback Machine.].

З 2014-го року — активіст Євромайдану. Підтримував Революцію гідності.
Під час подій Євромайдану переклав і адаптував українською мовою пісню «Do you hear the people sing?» з мюзіклу Les Misérables. Адаптація, яка отримала назву «Чи ви чуєте цей спів? [Архівовано 14 серпня 2019 у Wayback Machine.]» була згодом виконана і записана хором випадкових незнайомих між собою протестуючих. 28 грудня 2013 року цей хор виконав пісню з головної сцени Євромайдану. Пізніше, молодий режисер з Санкт-Петербургу Олена Самойленко створила і змонтувала відеоряд на пісню, який розійшовся інтернетом.
Є головою і співзасновником Клубу Випускників Київського Інституту міжнародних відносин КНУ ім. Шевченка «Ардеа Альба», який об'єднує і організовує масові зустрічі випускників Інституту різних спеціальностей і років випуску, таких як Василь Горбаль, Володимир Огризко, Грігол Катамадзе, Борис Тарасюк, Володимир Василенко, Міхеіл Саакашвілі.

## Освіта
- 2013–2014 — Кембриджський університет, Кембридж, Велика Британія. Факультет міжнародної політики і відносин. Коледж Фітцвілліам, віце-президент Студентської ради коледжу. Фахівець з державної стратегії, політекономії і політики Китаю. Захистив магістерську роботу на тему «Проблеми формування політичної еліти в Україні після 2004 року». Писав аналітичні матеріали і статті стосовно подій в Україні для провідних дослідницьких центрів Європи[8].

- 2004–2010 — Інститут міжнародних відносин КНУ. Факультет міжнародного приватного права. Юрист-міжнародник, перекладач-референт із французької мови. Захистив магістерську роботу на тему «Вирішення територіальних спорів в міжнародному праві», в якій для прикладу брав неофіційні політичні претензії деяких російських політиків на Кримський півострів та м. Севастополь зокрема[8].

## Родина
- Дружина Альона Шкрум — народна депутатка України 9-го скликання (№ 22 у списку ВО «Батьківщина»).

## Статті
- Дмитро Наталуха: Вибори по-новому. Що таке рідка демократія? НВ, березень 2019
- Як Україні стати брендом? НВ, червень 2018
- Політвласні, або особливості національного адмінресурсу НВ, листопад 2017
- І прийшов їжак. Особливості сучасної політичної поведінки НВ, жовтень 2017
- Дмитро Наталуха: Невідворотність Химери Або уроки Британії для України [Архівовано 1 грудня 2014 у Wayback Machine.] Українська Правда, липень 2014
- Dmytro Natalukha: Porte d'Ukraine, The Project for Democratic Union, березень 2014 (АНГЛІЙСЬКА)
- Дмитро Наталуха: Porte d'Ukraine [Архівовано 5 березня 2016 у Wayback Machine.], ОРД, березень 2014 (УКРАЇНСЬКА)